# Grüne Tara
| Tibetische Bezeichnung                       |
| -------------------------------------------- |
| Tibetische Schrift: སྒྲོལ་ལྗང།                   |
| Wylie-Transliteration: sgrol ljang           |
| Aussprache in IPA: [ʈʂøɲtɕaŋ]                |
| Offizielle Transkription der VRCh: Zhoinjang |
| THDL-Transkription: Dröljang                 |
| Andere Schreibweisen: Döldschang             |
| Chinesische Bezeichnung                      |
| Traditionell: 綠度母                         |
| Vereinfacht: 绿度母                          |
| Pinyin:Lǜdùmǔ                                |

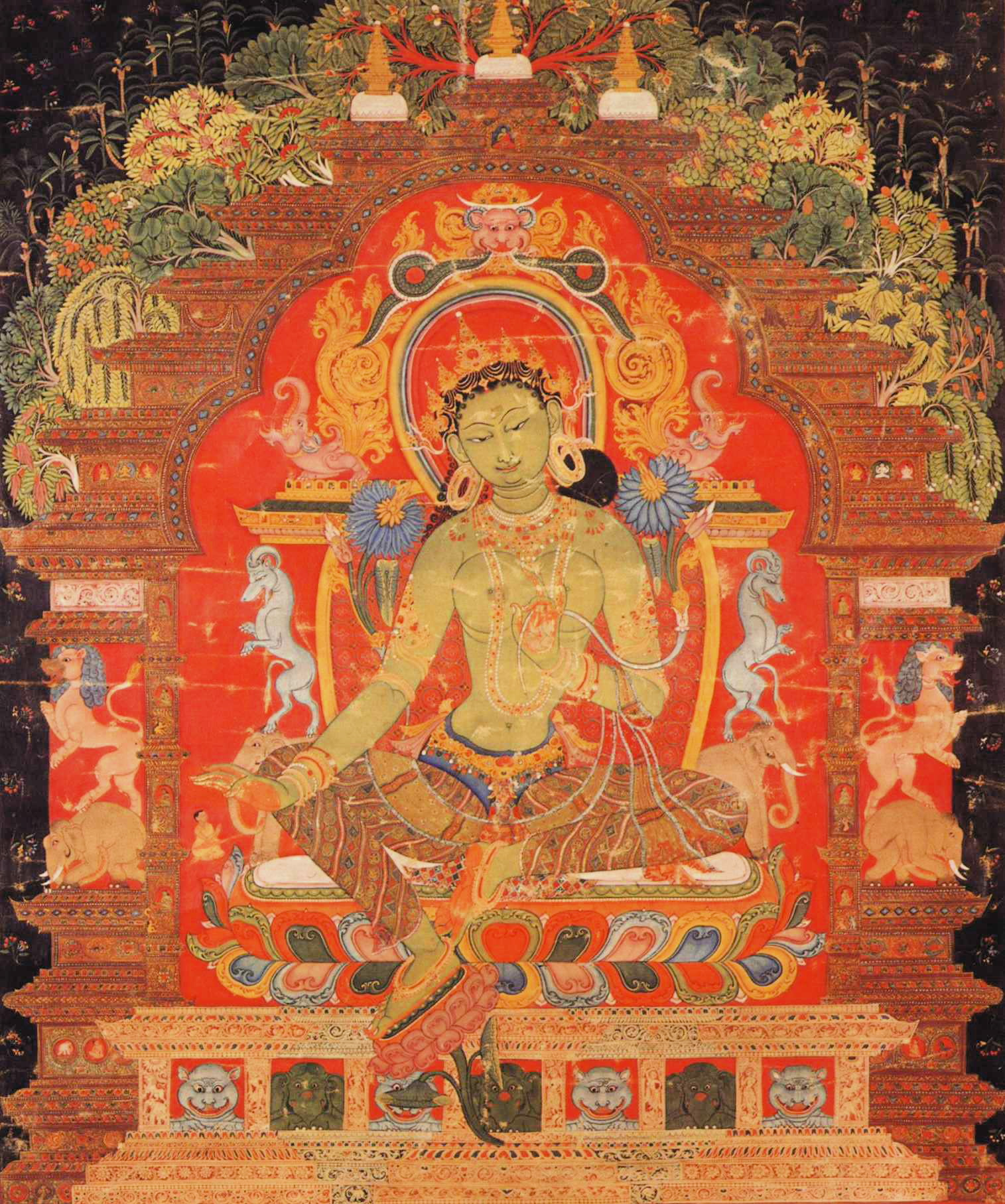
Grüne Tara (tibetisches Thangka des 13. Jahrhunderts)

Shyama-Tara oder Grüne Tara (wörtlich: „grüne Befreierin“) ist ein weiblicher, friedvoller Buddha und Bodhisattva des tibetischen Buddhismus.
Die grüne Tara ist die Hauptform im Mandala der 21 Taras, die jeweils verschiedene Facetten ihrer Buddha-Aktivität ausdrücken. Obwohl die grüne Tara in der buddhistischen Literatur des Vajrayana vergleichsweise erst sehr spät auftaucht (erste tibetische Übersetzung im 12. Jahrhundert), stammt sie ursprünglich von einer indischen Sternengöttin ab und wurde ab dem 3. Jahrhundert auch im indischen Mahayana verehrt. Im tibetischen Buddhismus wird die grüne Tara inzwischen verehrt wie kaum ein anderer Bodhisattva. Der Lobpreis der 21 Taras ist eines der gängigsten Sadhanas.

## Entstehung und Legenden
Die nepalesische Prinzessin Bhrikuti, eine der Gemahlinnen des Königs Songtsen Gampo, gilt als ihre Emanation. Bhrikuti brachte die ersten Buddhabildnisse nach Tibet. Sie gehört gleich zwei Buddhafamilien an, sie ist die Gefährtin von Amoghasiddhi (ebenfalls von grüner Farbe), aber sie wurde der Legende nach aus den Tränen des Mitgefühls von Avalokiteshvara geboren und gehört damit auch zu seiner Lotosfamilie. Aus diesem Grunde schwebt in Darstellungen über ihrem Kopf gelegentlich das Haupt der Lotosfamilie Amitabha, aber manchmal auch Amoghasiddhi.
Einer anderen Legende nach hat die grüne Tara vor vielen Zeitaltern als Prinzessin Jnanachandra viele Verdienste erlangt. Mönche, die dies erkannten, drängten die Prinzessin dazu, um eine Wiedergeburt als Mann zu bitten, damit sie so die volle Erleuchtung erlangen könne. Die Prinzessin lehnte dies aber ab, bezeichnete die Unterschiede zwischen den Geschlechtern als Trugbild und legte das Gelübde ab, bis zur Befreiung aller Wesen fortan in einem weiblichen Körper zu wirken.

## Beschreibung
| Äußere Gefahr (Ängste) | Innere Entsprechung |
| ---------------------- | ------------------- |
| 1. Löwe                | Stolz               |
| 2. Elefant             | Verblendung         |
| 3. Feuer               | Zorn                |
| 4. Schlange            | Neid                |
| 5. Räuber              | Falsche Ansichten   |
| 6. Gefängnis           | Geiz                |
| 7. Überschwemmung      | Begierde            |
| 8. Dämonen             | Zweifel             |

Die grüne Tara verkörpert das aktive Mitgefühl aller Buddhas und sie soll vor den acht Arten der Angst schützen. Desgleichen soll sie die ursprüngliche Weisheit vermehren und wird für ihre wunscherfüllenden Qualitäten gepriesen. Es wird ihr eine besondere Schnelligkeit bei der Erfüllung von Wünschen und dem Schutz vor Gefahren zugeschrieben, was durch ihre zum Aufstehen bereite Sitzhaltung symbolisiert wird.
Obwohl die grüne Tara auch weltliche Wünsche erfüllen soll, besteht ihr eigentliches Anliegen darin, die Praktizierenden zur Erleuchtung zu führen. In dieser Weise kann man die acht Ängste, vor denen die grüne Tara schützt, auch als Symbole für die inneren Hindernisse auf dem Weg verstehen. Bereits der erste Dalai Lama Gendun Drub verfasste ein Lobpreis auf die grüne Tara, in dem er die Beziehung zwischen den äußeren Gefahren und den inneren Hindernissen beschrieb.

## Praxis und Mantra
Durch die sehr große Beliebtheit dieses Bodhisattvas gibt es vielfältige Methoden der Praxis, die von den anfänglichen Formen bis zu den fortgeschrittenen Übungen des Tantra reichen. Je nach Möglichkeiten und Bestrebungen sollen so weltliches Glück als auch die vollkommene Buddhaschaft erlangt werden können. Es existieren sogar besondere, mit der grünen Tara verbundene Phowa-Praktiken.
Zur grünen Tara wie zu anderen tibetischen Gottheiten gibt es auch die zugehörige Rezitationspraxis. Unter den Anhängern des Vajrayana wird die Meinung vertreten, dass man Schaden nehmen könne, wenn man diese rezitiert ohne die entsprechende Einweihung erhalten zu haben. Insbesondere im tibetischen Buddhismus werden die Mantras, die zu diesen Praxen gehören, normalerweise geheim gehalten, man erfährt sie erst bei der Einweihung. Allerdings ist das friedvolle Mantra der grünen Tara in Tibet weit verbreitet: „Om tare tuttare ture soha“ (tib. Aussprache, eigentlich svaha).

## Darstellung

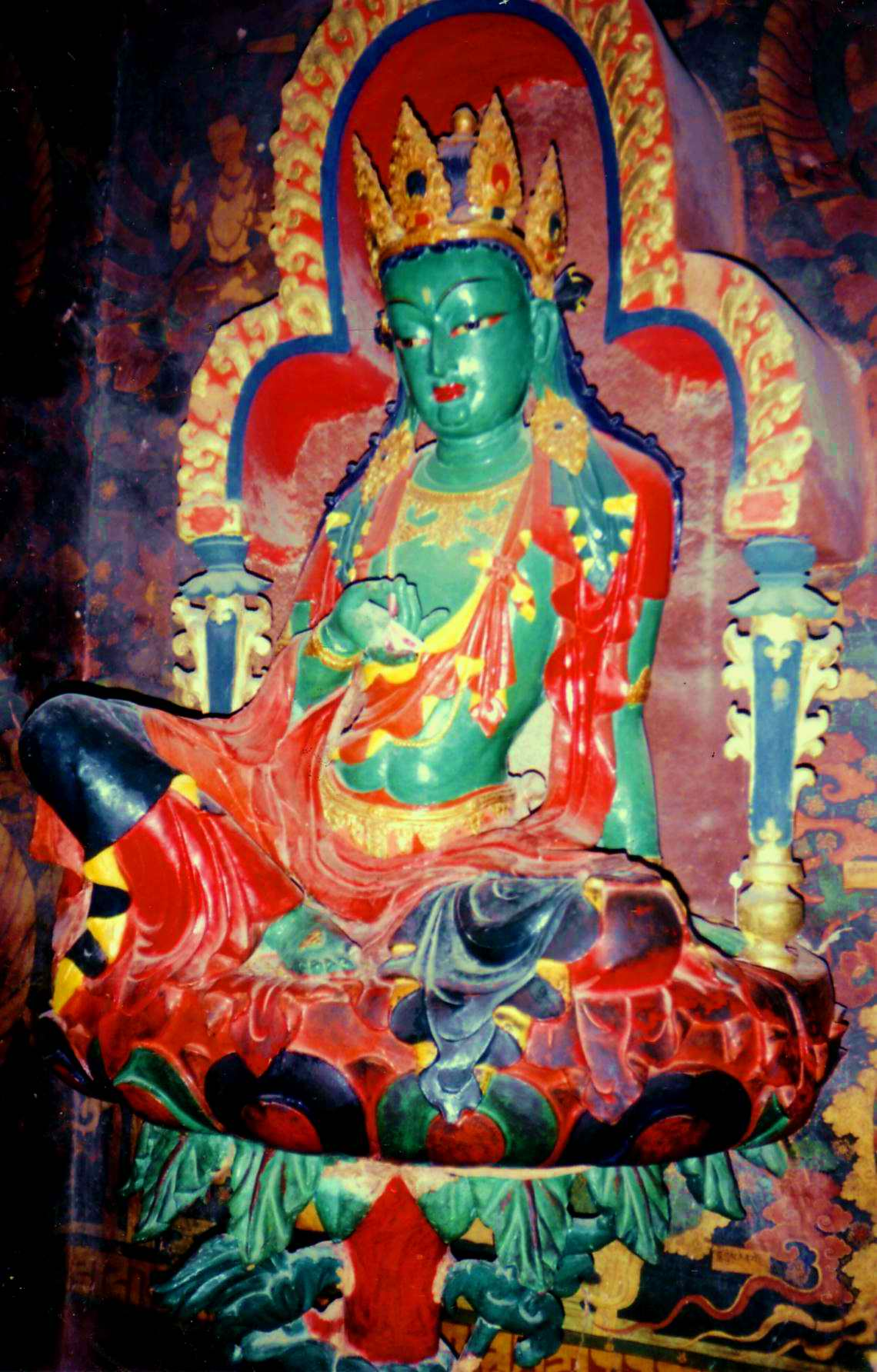
Grüne Tara

Als friedvolle Erscheinung ist sie von grüner Körperfarbe. Ihr besonderes Kennzeichen ist, dass die mit ausgestrecktem, auf einem Lotus ruhendem rechten Bein (Position der Aktivität) und in Meditationshaltung angezogenem linken Bein auf dem Lotusthron sitzt. Als Ausdruck ihrer zahllosen Verdienste ist sie in reiche, meist regenbogenfarbene Gewänder gehüllt und trägt kostbaren Bodhisattvaschmuck.
In der am meisten verbreiteten Darstellung hält sie in ihrer rechten Hand im Mudra der Freigebigkeit (Handfläche nach vorn ausgestreckt) eine voll entfaltete weiße Lotosblüte. Mit Daumen und Zeigefinger der linken Hand hält sie auf Herzenshöhe den Stängel einer blauen, halb geöffneten Utpala-Lotosblüte. Jede dieser Blumen hat drei Knospen, womit sie die grüne Tara als Verkörperung der erleuchteten Tatkraft als die Mutter der Buddhas der Vergangenheit, Gegenwart und Zukunft symbolisieren.
Gelegentlich wird ihr Haar von einem Bildnis Amoghasiddhis oder von Amitabha gekrönt, manchmal sind sie auch nur durch einen grünen bzw. roten Edelstein in ihrem Diadem symbolisiert. Syama-Tara wird allein, oder in Gesellschaft anderer (21) Taras abgebildet, sie hat ein Gesicht und zwei oder (seltener) vier Arme.
Sie kann auch eine Triade mit Mahamayuri und Marichi bilden.